# Gottlob Frege
Friedrich Ludwig Gottlob Frege (8 noiembrie 1848, Wismar, Mecklenburg-Schwerin – 26 iulie 1925, Bad Kleinen, Mecklenburg-Schwerin) a fost un matematician, filosof și logician german.
Este unul dintre fondatorii logicii moderne, pe care a aplicat-o la fundamentarea matematicii.
Sistemul logic pe care l-a creat, împreună cu Bertrand Russell, stă la baza filosofiei analitice, cu componenta sa principală, filosofia limbajului.
În general ignorate de comunitatea intelectuală la momentul publicării lor, Giuseppe Peano (1858–1932) și mai apoi Bertrand Russell (1872–1970) au readus lucrările în atenția noilor generații de logicieni și filosofi.

## Biografie
Între 1869 și 1871 studiază matematica, fizica și filosofia (cu neokantianul Kuno Fischer) la Jena.
În perioada 1871 - 1873 studiază matematica, fizica, chimia și filozofia (cu neokantianul Rudolf Hermann Lotze) la Göttingen.
În 1873 devine absolvent al facultății din Göttingen ca doctor în filosofie cu o dizertație pe tema Despre reprezentarea geometrică a lucrurilor imaginare în câmp, ca anul următor să dea examenul de docență în matematică la Jena cu lucrarea Rechnungsmethoden, die sich auf eine Erweiterung des Größenbegriffs gründen ("Metode de calcul bazate pe extinderea noțiunii de mărime").
Devine conferențiar universitar (fără a fi angajat) la Universitatea din Jena, iar în perioada 1879 - 1896 a fost profesor agregat în cadrul prestigioasei universități; după încă un an devine profesor onorar iar apoi s-a retras din activitate din motive de sănătate.

## Activitate științifică
Condus de concepția logistică, a analizat conceptele logice și a transcris proprietățile aritmetice, bazat pe o logică a conceptelor.
A definit conceptul de număr prin mijloace logice, o realizare care până atunci era considerată imposibilă.
Are meritul de a fi înțeles complet și corect proprietățile esențiale ale ale conceptului de număr întreg.
Analizând conceptele logice, a introdus, pe lângă variabilele clasice, variabilele proporționale, și a încercat să transcrie mulțimea proprietăților aritmetice cu ajutorul scrierii conceptuale (Begriffschrift) pe care a inventat-o.
Influența descoperirilor sale s-a exercitat în secolul al XX-lea prin lucrările lui Bertrand Russel și ale lui Alfred North Whitehead.
Frege a încercat să dea noțiunii de număr o semnificație mai precisă decât cea acordată de Georg Cantor.

## Scrieri
- 1879: Begriffschrift (Halle);
- 1884: Die Grundlagen der Arithmetik. Eine logisch mathematische Untersuchung über den Begriff der Zahl ("Bazele aritmeticii. O cercetare logico-matematică asupra noțiunii de număr");
- 1893: Grundgesetze der Arithmetik ("Legile fudamentale ale aritmeticii").